# Tales of a Future Past
Tales of a Future Past è il dodicesimo album in studio del gruppo musicale Mekong Delta, pubblicato il 2020.

## Tracce
1. Landscape 1 - Into the Void – 1:20
2. Mental Entropy – 5:43
3. A Colony of Liar Men – 6:12
4. Landscape 2 - Waste Land – 6:42
5. Mindeater – 6:01
6. The Hollow Men – 5:21
7. Landscape 3 - Inharent – 6:44
8. When All Hope Is Gone – 9:45
9. A Farewell to Eternity – 3:47
10. Landscape 4 - Pleasant Ground – 4:02

## Formazione
- Martin LeMar - voce
- Peter Lake - chitarra
- Ralph Hubert - basso, chitarra
- Alex Landenburg - batteria